# Oberried (Ottobeuren)
Oberried ist ein Ortsteil des oberschwäbischen Marktes Ottobeuren.

## Geografie
Die Einöde Oberried liegt auf einer Anhöhe etwa sechs Kilometer südöstlich von Ottobeuren. Er ist über Vogelsang mit dem Hauptort verbunden.

## Geschichte
Bereits 1417 war das Kloster Buxheim in Oberried begütert. Ab 1520 hatte das Kloster die Grund- und Leibherrschaft errungen. Dies konnte durch einen Austausch der Leibeigenen des Ritters Adam von Stein und Klosteruntertanen in Frechenrieden erreicht werden. Im Jahre 1564 lebten 20 Personen in Oberried, 1961 wurden 19 Einwohner gezählt. Oberried war ein Gemeindeteil von Ollarzried und wurde mit dieser am 1. Juli 1972 in den Markt Ottobeuren eingegliedert.